# 明日の約束
『明日の約束』（あしたのやくそく）は、2017年10月17日から同年12月19日まで毎週火曜21時 - 21時54分にカンテレ（関西テレビ）制作・フジテレビ系の「火曜21時枠」で放送されたテレビドラマである。主演は井上真央。このドラマ以降、「火曜21時枠」の本編放送終了後、本編の見逃し配信の他に本編につながる重要な物語を描くチェインストーリーがGYAO!で独占配信されている。

## あらすじ
藍沢日向は、椿が丘高校のスクールカウンセラーとして、最後に味方になってくれる大人の立場で、学校や家庭に悩む生徒の心のケアに日々励んでいる。一方、ブライダル会社に勤務している本庄和彦とは3年もの間恋人関係にいるが、一度も母・尚子を会わせていない。ある日、夏休みの途中から不登校を続けている1年B組の生徒でバスケ部員・吉岡圭吾の自宅に担任の霧島直樹と共に訪問し、圭吾の母・真紀子と共に圭吾に出迎えられる。真紀子から軽いうつの症状と書かれた1枚の診断書を見せられ、イジメの問題に気付かなかった学校側の責任を問い詰められるが、日向は不登校をしているのに笑顔で迎える圭吾に違和感を覚えたため、圭吾の部屋を見せるように真紀子に伝え許可をもらう。訪問後、日向は不登校の原因は学校だけでなく、真紀子にも原因があるのではと疑い始める。やがて、真紀子から圭吾が家出したと学校に連絡が入り、日向他教師たちが圭吾を捜し始め、夜中になって日向が高校の教室に戻ると、圭吾が自分の席に座っている。その後、日向と圭吾は体育館に行き、日向は圭吾に告白される。しかし、その翌日に彼は不可解な死を遂げた。
その後、1年B組の学級委員長・田所那美がクラスでの集団イジメで、2年A組のバスケ部マネージャー・増田希美香がバスケ部でのイジメで、圭吾が不慮の死を遂げたのではと思い始める。バスケ部顧問・辻哲哉は、真紀子がテレビのインタビューで圭吾がバスケ部でケガをさせられたと告白した事で前の高校で体罰をした過去が明かされ、マスコミからバッシングを受け、バスケ部員たちに迷惑をかけた責任を取って、校長・轟木博雄に退職届を出した後、帰宅途中にて何者かに襲われる。2年A組のバスケ部キャプテン・長谷部大翔は、圭吾の自殺の件でいさかいを起こした動画を校内暴力としてネットで拡散され、マスコミからバッシングを受けた他に、日向には圭吾に喫煙のことを先生にばらされない代わりにベンチ入りさせるように脅迫されたと告白する。1年B組生徒・渡辺純也はバスケ部員たちに責められ、長谷部がバッシングされた動画の撮影を認めたものの、ネットで拡散させたのは自分ではないと言いデータは盗まれたものと打ち明ける。長谷部は理事会職員による聞き取り調査に出席した後、何者かに襲われる。
那美はその他に中学時に圭吾が学校で飼っているうさぎを殺したとの噂を告白し、1年B組のバスケ部員・沢井勝は中学時に圭吾の事で真紀子のモンスターペアレント振りを告白する。椿が丘高校を中退した女性・白井香澄は、圭吾を自殺に追い込んだのは辻と長谷部と思って復讐を考え、彼らに暴行を加えた何者の正体は自分である事を日向に打ち明け、あと一人を復讐しようとする。後にあと一人の正体が霧島であることが明らかになる。椿が丘高校側で圭吾の自殺に関してまとめた報告書を真紀子に提出するものの、責任逃れに終始する内容と思い彼女はすぐに訴訟を直訴したが、顧問弁護士に冷静に考えるようになだめられる。圭吾の妹・英美里が真紀子の盗聴データを「週刊ワイド」の社会部記者・小嶋修平に引き渡したことによりネット拡散して、圭吾が真紀子に1年もの間部屋を盗聴されるネグレクトを受けていたことが明らかになる。この事で真紀子の顧問弁護士は、イジメ問題から手を引くのを学校側に伝える。圭吾の自殺騒動が落ち着き、日向は椿が丘高校を退職し実家を出て、霧島は依願退職を命じられて椿が丘高校を出て、本庄は会社を辞めて再度医学部を目指す道を選び、真紀子は圭吾との過去の過ちを反省し英美里に支えられて生きるようになる。

## キャスト

### 主要人物
藍沢日向（あいざわ ひなた）〈29〉
演 - 井上真央（小学低学年時：吉澤梨里花、小学高学年時：栗本有規、中学時：原涼子、高校時：鈴木美羽）
主人公。今年4月から赴任した椿が丘高校のスクールカウンセラー。
高校へは自転車通勤している。万年筆を壊された過去の影響で、文房具集めをするようになる。
幼い頃から過干渉な母・尚子との歪な関係に悩んで育ってきた。
小学時は、「明日の約束」というタイトルの尚子との約束事が書かれた交換日記を無理やりつけさせらた上に祖母に買ってもらった漫画を取り上げられる、男の子からのラブレターを破り捨てられる、母の知らない友達と遊ぶことも許されなかった等、徹底的に管理された。その交換日記は現在でも保管している。
中学時は、ブラジャーどころかおしゃれをすることも許されず、自分で買った万年筆を壊され、この頃から尚子の元を離れることを望んでいた。
高校時は、彼女の指示で進路を決められるが、彼女が後述事故で入院中に自ら大学志望先を代えた。
大学時は、彼女によって自分に自信が持てなくなってしまい、その性格を変えるために心理学を専攻した。大学時に鎌倉の実家を離れ東京で就職していたものの、父が亡くなってから実家に戻る。
圭吾の自殺騒動が落ち着いて整理がつき、ずっと抱えていた自分の気持ちを尚子に告げ、17年も放置していた12歳時の「明日の約束」というタイトルの交換日記の返事の最後に「私は、私のために生きていきます」と書き残して決別し実家を出た。
本庄とは3年間付き合っているが、母の尚子には1度も会わせていなかった。本庄が尚子と会った後に、彼女の本性を知らない本庄に対して、前述の辛い過去を送ってきたことを告白する。本庄からのプロポーズを、圭吾の自殺騒動の件が落ち着いてからの条件で受け入れるが、彼に恫喝されてから慎重に考えるようになる。後に自身が尚子と向き合ってこなかったことで彼と結婚することや家族になることを意識していなかったことを理由に彼に別れを切り出して、その後別れた。
霧島の問題行動を校長の轟木に報告するのと同時に、圭吾の自殺原因の一つと思われる前日の圭吾からの告白を断ったのを、今まで沈黙していた責任をとって退職願を出し、2学期終業式に一番許せない人は圭吾であり、悩みや苦しみから生きて逃げる勇気を持って欲しかったことを言い残して椿が丘高校を退職した。
霧島直樹（きりしま なおき）〈43〉
演 - 及川光博
1年B組担任。1年生学年主任。数学教師。3年前に香澄が在籍していた当時の1年B組担任。
仙台の青葉中央高校で勤務していた20代の頃に、受け持った女子高生から告白され断った事で彼女に性的暴行ででっち上げられ、彼女の父親に苦情を言われた騒動を起こし、その出来事をきっかけに教師の情熱は消え、自分が気に入らない生徒や保護者に罰を与えるという教育方針を持つようになり、当時交際していた恋人と別れ仙台を去った過去を持つ。
記者たちが圭吾を自殺に追い込んだ犯人探しをして、学校側を容疑者扱いする事に危機感を持つ。日向と宮崎が香澄のことを警察に話すべきか話し合っていた際に、何の躊躇いもなく警察に話すべきだと言い放すなど冷徹な面がある。
日向に圭吾を孤立させた原因の張本人である事や渡辺が撮影した動画をネット上に投稿した事を問い詰められ、いずれも自分である事をあっさり認めた。
圭吾をクラスで孤立させた理由は、真紀子が過去の騒動の弱みに付け込み罰が必要と感じたためである。6月初旬、渡辺に対して圭吾が告げ口をしたようなことを言って、圭吾が問題行動を起こしたように仕向けた。渡辺が長谷部の問題動画を撮った事を予め知っていて、彼が席をはずしている時に動画データを盗んでネットで拡散させた。
そして、日向が問題行動を校長の轟木に話されたことにより彼から依願退職を強要され、2学期終了を持って退職した。
本庄和彦（ほんじょう かずひこ）〈28〉
演 - 工藤阿須加（中学時：梅田希）
日向の恋人。ブライダル会社勤務のサラリーマン。かつて日向と同じ慶成大学のサークルに入っていて1年後輩の間柄。事故で亡くなった5歳上の兄を溺愛していた両親の下で育つ。
会社の同僚から日向の通っている高校で生徒が自殺したと聞いて、日向に内緒で彼女の実家へ行って尚子と初対面を果たす。日向から尚子によって前述の辛い過去を送ってきたことを告白されるが、なぜ彼女が実家に戻ったかに疑問を持つ。
初めて日向に両親を紹介する時まで、彼女には亡くなった兄の存在を隠していた。両方の親に心の底から結婚を祝福してもらえる事を願った食事会に参加出来なかった日向が自宅に訪れ、彼女が尚子に対する悪口を言っている時に突然豹変して手を出し、尚子のことを悪く言わないよう恫喝する。
その翌日、日向の家に向かって謝罪してから彼女の部屋に入り、兄の家庭内暴力のことを話す。兄の和馬が事故で亡くなってから、ようやく両親が自分に目を向けてくれると期待したが、医学部の受験に失敗したときは好きに生きればいいと放置されたことに落胆し、尊敬する両親に認めてもらうことを願っている。そのため、尚子を軽蔑する日向を受け入れられなかった。
その後、両親に認めてもらうようにブライダル会社を退職し、医学部を目指す道を選び、日向に別れを告げ、両親に認めてもらった時にもう一度会うことを約束する。
吉岡真紀子（よしおか まきこ）〈39〉
演 - 仲間由紀恵
不登校の男子生徒・吉岡圭吾の母。父親によって短大卒業後、正孝とお見合い結婚させられた。
圭吾を妊り、自分の役割を見つけたと感じていたが、英美里を妊ってから夢見た家庭が壊れ、正孝と別居生活を始める。その後、圭吾に慰められたことをきっかけに、彼を人生の目標とし、何一つ間違いのない人生を歩んでもらおうと過干渉に接していた。
圭吾が入学時に担任の霧島に挨拶して、彼の過去の騒動の弱みに付け込み、圭吾を贔屓してもらおうとしたのがきっかけで、霧島に圭吾を孤立させるという罰を与えられる。
圭吾がいじめにより軽いうつ病を患っていると考えており、その件で学校側に対して不信感を露わにする。圭吾の死後、彼の通夜に参列しようとする日向・霧島・轟木を門前払いする。
「鎌倉からイジメを根絶する会」の顧問弁護士の大道寺と共に椿が丘高校を訪れた際に、長谷部が圭吾の部屋で煙草を吸っていたことを告発し、彼のことを非行少年だと非難する。その後の記者会見で、長谷部が喫煙している事の証拠録音を流す。椿が丘高校に行って、日向に対して長谷部に自殺するとのメール送信は自分がやった事と打ち明け、これが圭吾の本当の気持ちだからと伝える。
学校側からの報告書が責任逃れに終始する内容だと思った事と、ネットにて彼女を毒親であるという事と、そのせいで圭吾が自殺したという中傷が書かれていた事で早急に訴訟を依頼するが、冷静になるように大道寺から宥められる。
後に圭吾をネグレクトしたことが公になりバッシングされ、自殺しようと考えたが、その時に訪れた日向に圭吾の気持ちを理解できなかったことを謝罪されたことで思いとどまり、自らの過ちを反省する。その後は英美里との親子の絆が修復するようになり、共に暮らすようになる。

### 椿が丘高校

#### 教職員
北見雄二郎（きたみ ゆうじろう）〈27〉
演 - 白洲迅
2年A組担任。日本史教師。バスケ部の臨時顧問。
日向のことはお気に入りで、何度も食事に誘うが断られている。
長谷部のことをよく気にかけており、停学処分を受けた際にも彼の元を訪れ励まし続けた。
大宮奈緒（おおみや なお）〈25〉
演 - 新川優愛
臨時教員。2年A組副担任。英語教師。霧島が有給休暇をとっている時の1年B組臨時担任。
日向の相談室に来て、何度も彼氏の恋愛トラブルを聞かせる。
普段は他人事に聞いている日向が彼氏の別れ話をきちんと聞いていた事で、彼女が本庄とうまくいっていないのを言い当てる。
辻哲哉（つじ てつや）〈46〉
演 - 神尾佑
バスケ部顧問。
4年前に、以前の高校でいじめを行っていたバスケ部のエースに対して体罰を行っていた過去を持つ。
真紀子がテレビのインタビューで圭吾がバスケ部でケガをさせられたと告白した事により、マスコミのバッシング騒動を起こされた事で責任をとって校長の轟木に退職願を出して椿が丘高校を後にする。
退職した日は丁度ハロウィンで、変装した娘の晴夏が待ちわびている自宅に帰る途中で、ジャック・オー・ランタンを被った香澄にスタンガンで気絶させられた後に暴行を受け入院している。
入院後、お見舞いに来た日向に、圭吾のことを全く気にかけておらず、そのせいで彼を自殺に追い込んでしまったと感じ、その責任を取る形で退職したことを明かす。
宮崎麻子（みやざき あさこ）〈39〉
演 - 馬渕英里何
3年生学年主任。2年前に香澄が在籍していた当時の2年B組担任。
圭吾の件に対する轟木の対応には批判的で、会見の様子も「（轟木の顔が）不真面目に見える」と発言した。長谷部が退学の危機に陥った際にも、新たないじめが生まれないように一からやり直す為にも転校したほうがいいとドライな考えを持つ。その反面で香澄のことを心配し、日向に彼女の相談に乗ってあげるようお願いするなど、思いやりのある一面もある。
霧島の事を冷静な方と思ってあまり気にかけていなかったが、圭吾の自殺以降は香澄の件などを含めて他人事な対応を取る彼に対して疑問を感じている。
柏木康介（かしわぎ こうすけ）〈35〉
演 - 中林大樹
2年生学年主任。
必要以上に動く日向を迷惑がっている。
轟木博雄（とどろき ひろお）〈55〉
演 - 羽場裕一
校長。
圭吾の不慮の死に対する記者会見では、「イジメ疑惑は些細な行き違いによるもの」「その程度のこと」などと語る様子が軽率な発言とマスコミから反感を買ってしまう。辻からの退職届は受理していない。
長谷部の処分について退学が妥当とする理事会職員に対して、一人の生徒に全ての責任を負わせて処分を下す考えは間違っていると反論する日向の考えに同調し、理由を精査せず適切な指導もないまま事態の終息を図るのは教育者の姿勢として許されない事を加えて反論する。
霧島の問題行動を日向から聞かされた際は、彼に対して怒りを露わにし、生徒や他の教師達にこの件を知られないよう彼に対し依願退職を強要する。

#### 1年B組生徒
吉岡圭吾（よしおか けいご）〈16〉
演 - 遠藤健慎（幼少時：伊奈聖嵐）
バスケ部員。日向に告白した翌日に不可解な死を遂げた。好きな色は黒。
去年10月の中学3年時、2日間家出をして警察に補導される。
同時期に、香澄に対してイジメをした朱里への復讐の代行として、歩道橋から突き落とした。
今年の8月、長谷部に対して煙草のことを黙ってほしい代わりにベンチ入りさせるように脅迫し、その後彼に無視されたのをきっかけに他の部員たちにも避けられ始めてから、練習に参加しなくなり不登校をするようになる。
自殺後、長谷部に対する脅迫は真紀子による指示で行われたのが明らかになる。
中学時に学校で飼っているうさぎを殺したと噂になっているが、実際はかごに閉じ込められているうさぎを自由にさせたい思いで鎌倉山に野放しさせた。
沢井勝（さわい まさる）〈16〉
演 - 渡邉剣
バスケ部員。
中学時は、長谷部と共に圭吾とは仲が良かった。圭吾の自殺の件で長谷部と共通の秘密を持ち続けたが、後に日向に全てを打ち明ける。
暫くの後、中学時に圭吾の事でクラス替えの時に特定の人を指名したり、成績の事で担任を代えさせようとしたりする真紀子のモンスターペアレント振りを告白する。
渡辺純也（わたなべ じゅんや）〈16〉
演 - 堀家一希
クラスで圭吾をいじめていた生徒の一人。圭吾や勝に比べたら地味で小柄。運動神経は悪い。
圭吾をいじめるきっかけが霧島に告げ口をしたことから始まり、その後は彼を集団で無視したり、彼が入っていたLINEのグループを退出したりする嫌がらせをした。後に圭吾が霧島に告げ口したというのは、圭吾を孤立させるための霧島によるでっち上げと明らかになる。
誤って那美の机をぶつかったのが発端で那美に突き倒され、圭吾を集団で無視したことを強く非難された事を受け、自分たちが圭吾を自殺させたのかと自責の念に駆られる。
他のバスケ部員たちに、世間やマスコミからのバッシングを受ける原因となった長谷部がいさかいを起こした動画を撮った事を責められ、圭吾が亡くなったのが自分だけのせいではないと思える証拠が欲しい為に、圭吾の自殺の件で動画を撮影したことを認めるものの、ネットで拡散させたのは自分ではないと言いデータは盗まれたものと打ち明ける。
田所那美（たどころ なみ）〈16〉
演 - 井頭愛海
学級委員長。好きな色は白。
中学時にいじめを受け、先生に取り合ってもらえず親に相談出来ずにいたが、別クラスの圭吾に励まされてから、彼と時々話し合う仲になる。彼に告白しようとしたが叶わなかった。
学校生活に関するアンケートで、圭吾がいじめられていると書いて意見箱に入れる。
圭吾の死後、彼を集団で無視したことや彼の死後にも普通に振舞っていたことをクラス全員に強く非難した事で、いじめられた中学時に逆戻りするのではと心配する。
その後の日向たちの調査で、中学時に圭吾が学校で飼っているうさぎを持って鎌倉山に連れて行って殺したとの噂を告白する。
圭吾自殺後の暫くの間はクラス全体に悪い雰囲気が続いているため、区切りをつけるためクラス全員で圭吾の家に行って焼香をあげる事を提案するが、日向からもう少し落ち着いてから行くようにと言われる。
後に由依から2人で圭吾の自宅へ行こうと誘われたところに、希美香が入り3人で行く事となる。
上野由依（うえの ゆい）〈16〉
演 - 夏子
クラス全員に圭吾の集団いじめを非難した那美に対して黙って見ていた彼女も同罪と咎めて以降、彼女とはお互い気にかける仲になる。
希美香を含めた3人で圭吾に焼香をあげに向かっている途中で、自然に「那美」と呼んだ事を彼女に驚かれたが、これからはお互いに名前で呼び合うようことにした。

#### 2年A組生徒
長谷部大翔（はせべ ひろと）〈17〉
演 - 金子大地
バスケ部キャプテン。
中学時は沢井と共に圭吾と仲が良かった。10月18日の通学途中で圭吾から「先輩のせいで死にます」とのメールを送信され動揺する。しかし、後述の小嶋の証言で送信前に圭吾が自殺した事から、彼自身がメール送信したものでないと分かる。
圭吾の自殺の件で、他の部活の部員から人殺し扱いされ逆上し、いさかいを起こした動画は校内暴力としてネットで拡散され、路上での辻への暴行やイジメで圭吾を自殺に追い込んだのは彼の仕業だと騒がれるようになり、その影響で自ら動いて警察に任意同行を受ける。しかし、一緒に路上バスケしている仲間がアリバイの動画を見せたため釈放される。その後、日向に圭吾から煙草のことを先生にばらされない代わりにベンチ入りさせるように脅迫された事を告白する。喫煙とネット動画騒動を起こした事により停学処分になる。
11月9日の理事会職員との聞き取り調査前に、10月18日に送信されたメールは圭吾自身からでないと日向から聞いて、感極まり号泣した。その後、他のバスケ部員たちが前述の動画を撮影した渡辺を責める中、自身は渡辺の謝罪を素直に受け入れる。前述の事件の責任を取るかたちで自主退学よりも強制退学を望んでいたが、聞き取り調査にて学校を辞めたくないという意思を伝える。その日の夜、公園のトイレにて辻と同じ手口で香澄に暴行を受け入院する。その後は退院し、入院時に告白した希美香と付き合い始める。
増田希美香（ますだ きみか）〈17〉
演 - 山口まゆ
バスケ部マネージャー。
誕生日当日に母親が男と遊びに出たため、その邪魔をしようと万引き騒動を起こす。母親からその件で彼氏に振られたと言いがかりをつけられた上に、自身の存在を侮辱されたことで逆上し、母親を突き飛ばして重症を負わせてしまう。
後に日向の「母親から離れ、自分自身の人生を生きることもできる」というアドバイスを受け、入院した母親に別れを告げ、親戚夫婦と共に暮らすことを決意する。
体育館裏で長谷部と沢井が圭吾のことで話しているのを聞いて、圭吾の自殺はバスケ部が原因かもしれないと日向に告白する。
援助交際している英美里を、母から離れて自立するためにお金が必要と考えた経験を持つ自分と重ね合わせ、必要以上に心配する。焼香をあげようとしていた那美と由依と共に圭吾の自宅に訪れた際は、家を出た英美里を一人で追い彼女を援助交際から手を引かせようとする。
日向の相談室に訪れ、英美里の今後を心配する他に入院している長谷部に告白された事を話すが、浮気癖のある母親の血がつながっている事で自分が豹変するのではと不安になる。その後は母親に電話して、距離を置いた分で前より冷静に向き合えると思って、彼女と会ってそれから長谷部の告白の返事を考えている。その後、長谷部の告白を受け入れた。

#### 元生徒
白井香澄（しらい かすみ）〈19〉
演 - 佐久間由衣
椿が丘高校を中退した女性。圭吾の幼馴染。高校1年時の担任は霧島、2年時の担任は宮崎。
父親が病気で長期入院、母親が血のつながらない継母の環境で育つ。
2年前に教室でリストカットによる自殺を図ったが、継母の強い意向により公にならなかった。その後、高校を6月に中退し引きこもり生活を送ってから、スーパー「Benny」でアルバイトをしていたが退職した。
去年の10月に圭吾が自分の代わりにいじめた朱里に復讐をした事で、今度は自分が圭吾の代わりに復讐する番と思い辻と長谷部に暴行を加え、その事を日向に打ち明ける。彼女から自首するように言われたが、あと一人を復讐するために断り行方を眩ませていた。後にとある喫茶店でノートパソコンに向かっているあと一人の復讐相手・霧島の背後に現れる。
高校の相談室にいる日向・霧島をスマホで校門の前にいると呼び出し、日向たちがいなくなった隙に霧島のノートパソコンを盗み出す。その後、朱里に霧島のノートパソコンを日向に返すよう依頼する。
高校の校門前で霧島を待ち伏せして復讐しようとしたが改め、霧島のパソコンのデータを日向に渡した。その後は、辻と長谷部に暴行を加えた件で自首をして刑務所生活を送り、日向と面会時に出所した時は遊びに行くのを伝えた。
圭吾は明日が来るのが怖かったのではなく、自分がいなくなった明日が怖かったのではないかと感じている。
望月朱里（もちづき じゅり）〈19〉
演 - 立野沙紀（劇団4ドル50セント）
椿が丘高校を退学処分された女性。高校時に香澄をいじめていた生徒の一人。
去年の10月、香澄をいじめた件で圭吾に歩道橋の階段から突き落とされ大怪我した事により、付き合っていた男と飲酒していたのがばれて退学処分を受けた。現在は事故による後遺症でリハビリ通いしている。
とある喫茶店で日向と会い、香澄のイジメの件で彼女が中退した時は何も思わなかったが、自分が退学処分されて事故の後遺症を残した事で、やっと彼女の心の痛みが分かるようになったと話す。
その後、香澄に代わって盗んだ霧島のノートパソコンを日向に返した。後に香澄の行動によって、高校時に霧島にきっかけを作らされたのを知ったはいえ、彼女をいじめていた事実は明らかであり罪悪感を抱いている。

### 藍沢家
藍沢尚子（あいざわ なおこ）〈55〉
演 - 手塚理美
日向の母。毒親。夫は他界している。日向が高校3年の正月時に、彼女をかばって神社の階段から転げ落ちた事故で左腕が不自由になる。
自分に逆らう態度を取られると豹変するなど極めて独善的な性格。日向が食事会に参加出来なかった際は恥をかかされたとして、彼女に対して怒りを露わにする。日向を怒鳴る際は他人を引き合いにして、彼女が決めたことは変なことと決めつけて見下す傾向がある。日向の心の傷を理解せず、仲のいい親子関係だと思っている。前述事故については話題にしないで責めないものの、却って彼女を苦しめた。
初めは本庄に対して好印象を持っていて、日向から彼に結婚を申し込まれた事を報告された時は祝福するが、何度も話しているうちに不信感を抱くようになり、彼には気をつけたほうが良いと日向に忠告する。そして、日向が参加できなかった食事会の夜に彼女に手を出したことを翌日に謝罪した時、初めて豹変する姿を見せる。その後は、日向に内緒で会計士をしている見合い相手を見つけて彼女に勧める。
日向が実家を出ると告げられた時は、彼女が嫌っていると一方的に思ったことと謝罪を言って欲しいことで自分が悪者扱いされたことに激怒し、最後まで自分の考えを改めないまま決別した。

### 本庄家
本庄義和（ほんじょう よしかず）
演 - 遠藤たつお
本庄の父。医師。
本庄瑞希（ほんじょう みずき）
演 - 金沢きくこ
本庄の母。
本庄和真（ほんじょう かずま）〈享年22〉
演 - 中田圭祐
11年前に事故で亡くなった本庄の兄。
両親に医者になるように期待され過ぎたあまりに本庄が中学時にエスカレートしてしまい、本庄や両親に手を出して家庭内暴力を引き起こす。

### 吉岡家
吉岡正孝（よしおか まさたか）〈44〉
演 - 近江谷太朗
圭吾の父。教育委員会勤務。2年前から真紀子に離婚を突き付けている。
真紀子の実家から教育委員会勤務の件を含めて援助を受けているものの、彼女とは別居状態であり愛人もいる。真紀子の盗聴騒動により、職場を移る予定。
日向が真紀子の状態を連絡しようとしたときには既に連絡が取れない状態となっている。
吉岡英美里（よしおか えみり）〈13〉
演 - 竹内愛紗
圭吾の妹。鎌倉市立七里ヶ浜中学校の１年生。
香澄が吉岡家へ訪れた際に、飼っているランブルフィッシュについて聞かれると、別々に囲まないと共食いすることから、自分の家族のようだと例える。
家を飛び出したい思いで援助交際を秘かに行っている。真紀子が圭吾の自殺後も彼のことばかり気にかけ、自分は彼女から愛されていないのではと不安に感じ、真紀子のパソコンに内蔵されている彼女が盗聴した圭吾の音声データを、小遣いと援助交際で得た金で購入した外付けハードディスクドライブに落とし込み、それを小嶋に引き渡した。
その後、真紀子のパソコンから圭吾の音声データを削除する。その後、小嶋に預けた真紀子が盗聴した圭吾の音声データの入った外付けハードディスクドライブを、日向に渡すように依頼した。
母・真紀子がネグレクト、父・正孝が愛人作って別居状態でいる環境を児童相談所に連絡して家を飛び出し、現在はホテル暮らしをして児童相談所の結果を待っていたが、日向から真紀子の状態を聞かされてから、気持ちを改めて真紀子を支える道を選ぶ。

### その他
小嶋修平（こじま しゅうへい）〈33〉
演 - 青柳翔
「週刊ワイド」の社会部記者。以前は編集者だったが、煽りと飛ばしが過激すぎる理由で現職に異動させられる。
校長の轟木が開いた圭吾の自殺による記者会見に参加し、後に吉岡家に訪問する。
日向の前に現れた際に、圭吾の自殺についての責任追及をした上に、世間は犯人探しを楽しむために学校側を悪者として見ているので覚悟するように宣告する。
圭吾が自殺した日時は、10月18日の2時から5時の間である事を日向に伝える。
圭吾の自殺騒動が落ち着き、轟木の許可を得て圭吾の死を乗り越えて粛々と終業式が行われたと学校のイメージダウン返上のために椿が丘高校を取材した。
大道寺邦弘（だいどうじ くにひろ）
演 - 森岡豊
「鎌倉からイジメを根絶する会」の顧問弁護士。
圭吾のイジメによる自殺問題の件で記者会見を開き、学校側の対応によって告訴に踏み切る事を発表する。
記者会見以降は真紀子と個別打ち合わせして、学校側に訴えるより個別に訴える方向に進めようとしていたが、椿が丘高校に訪れ家庭内で虐待を受けた新事実についての連絡が、事前に入ったことで、学校側に謝罪に行き、同時にイジメ問題から手を引くのを伝える。
倉持薫（くらもち かおる）
演 - 吉川亜州香
「鎌倉からイジメを根絶する会」に参加している遺族。息子が中学時のイジメが原因で自殺した。
圭吾の自宅に訪れた際は、大道寺と同行する。真紀子の毒親ぶりがネットで拡散された時に、彼女に責任があるのではと咎める。息子が自殺した原因が自分にあるのを責め続けた経験上、真紀子に心を痛まないかと問い詰める。

### ゲスト
※複数話登場人物には演者名横に（）で登場話を追記
第一話
増田麗美（ますだ れみ）〈36〉
演 - 青山倫子 （最終話）
希美香の母。19歳の時に希美香を妊娠し出産する。
自分の浮気が原因で夫と離婚しており、希美香の誕生日当日にも彼氏と一緒に遊んでいた。 自分の幸せの為に希美香の存在が邪魔だと彼女と口論になり、取っ組み合いをしているうちに頭を打って重症を負ってしまう。入院後、希美香から別れを告げられる。
希美香と久しぶりの再会を果たした時は、過去の過ちを謝罪した。
希美香のかつての父
演 - 奥村アキラ
麗美の浮気が原因で離婚し、以降は希美香と会っていない。離婚後、13年間育てた希美香のDNA型鑑定をして、実子でないと分かる。
第二話
都築裕子（つづき ゆうこ）
演 - 草刈麻有（第四話、第七話）
本庄の同僚。椿が丘高校出身。
同級生から同高校の生徒が自殺したとのメールを見て驚く。その後も同級生と自殺した生徒の事を話にし、本庄に母親が毒親である噂を伝える。
第三話
辻千冬（つじ ちふゆ）
演 - 小出ミカ （第四話）
辻の妻。
辻晴夏（つじ はるか）
演 - 保榮茂愛 （第四話）
辻の娘。
第四話
長谷部京子（はせべ きょうこ）
演 - 佐藤友紀（第五話）
長谷部の母。
教育委員会職員
演 - 仲村美海
吉岡正孝の愛人。
第五話
理事会職員
演 - 鹿出しゅんのすけ、辻つとむ
圭吾の自殺騒動を一刻も早く終息させたいため、長谷部を退学させ丸く収めるように学校側に伝達する。
第六話
中学教師
演 - 山田将之
鎌倉市立七里ヶ浜中学校教師。
日向に対して、圭吾が在学中に真紀子が度々学校に乗りこんで対応に困っていた事を話す。圭吾と入れ替わりで圭吾の妹・英美里が入学して後3年は覚悟していたが、何も言ってこない事に拍子抜けしている。
第七話
中年男性
演 - 湯江タケユキ
英美里にLINEで写真撮影による援助交際を伝え、後日撮影で車に乗せようとした時に希美香に見つかってもみ合いになり、その後日向が間に入って警察に通報されそうになったため諦める。
中年男性
演 - 中津川朋広
とある喫茶店で英美里との援助交際で値段交渉している時に、沢井たちと一緒に後から入ってきた希美香に注意され逃げ出す。
第九話
後輩社員
演 - 山西竜矢
「週刊ワイド」の編集者。

## スタッフ
- 脚本 - 古家和尚
- 音楽 - 眞鍋昭大
- 主題歌 - 東方神起「Reboot」（avex trax）
- プロデューサー - 河西秀幸、山崎淳子
- 演出 - 土方政人、小林義則、池辺安智
- 制作協力 - 共同テレビ
- 制作著作 - カンテレ

## 放送日程
| 各話                                                                        | 放送日   | サブタイトル                                          | 演出     | 視聴率 |
| --------------------------------------------------------------------------- | -------- | ----------------------------------------------------- | -------- | ------ |
| 第一話                                                                      | 10月17日 | 生徒が謎残す死…真相探るカウンセラーが想う、母との明日 | 土方政人 | 8.2%   |
| 第二話                                                                      | 10月24日 | 吉岡君を死なせたのは誰か…牙をむく母                   | 土方政人 | 6.2%   |
| 第三話                                                                      | 10月31日 | 新たな学校の疑惑…優しさで支配する母                   | 小林義則 | 5.4%   |
| 第四話                                                                      | 11月07日 | 愛情という母の攻撃…悪者を裁くのは誰                   | 小林義則 | 5.8%   |
| 第五話                                                                      | 11月14日 | 少年の不穏な過去に母の影…遂に核心へ                   | 小林義則 | 5.1%   |
| 第六話                                                                      | 11月21日 | 疑惑の母に問う真実…結婚で変える未来                   | 土方政人 | 4.6%   |
| 第七話                                                                      | 11月28日 | 悲しき復讐…本当の悪者は誰 歪んだ母子                  | 池辺安智 | 4.3%   |
| 第八話                                                                      | 12月05日 | 疑惑の母親に非難の声…届かない子の声                   | 土方政人 | 6.0%   |
| 第九話                                                                      | 12月12日 | 暴いた黒教師の罪…問えない母親の罪                     | 小林義則 | 5.1%   |
| 最終話                                                                      | 12月19日 | 辿り着いた死の意味…母に告げる決断                     | 土方政人 | 5.9%   |
| 平均視聴率5.7％（視聴率はビデオリサーチ調べ、関東地区・世帯・リアルタイム） |          |                                                       |          |        |

## チェインストーリー
本編終了直後から○.5話として配信され、全話を2017年12月26日までGYAO!で独占配信された。

### キャスト
- 第1.5話 吉岡圭吾-最後の一日-
  - 吉岡圭吾 - 遠藤健慎
- 第2.5話 田所那美-彼女の明日-
  - 田所那美 - 井頭愛海
  - 吉岡圭吾 - 遠藤健慎
- 第3.5話 小嶋修平-ゲスの極み記者-
  - 小嶋修平 - 青柳翔
  - 後輩社員 - 山西竜矢
- 第4.5話 三人-過ぎ去りし日々-
  - 吉岡圭吾 - 遠藤健慎
  - 長谷部大翔 - 金子大地
  - 沢井勝 - 渡邉剣
  - 増田希美香 - 山口まゆ
- 第5.5話 居酒屋にて-現場教師たちの苦悩-
  - 北見雄二郎 - 白洲迅
  - 大宮奈緒 - 新川優愛
  - 宮崎麻子 - 馬渕英里何
  - 柏木康介 - 中林大樹
- 第6.5話 ある男性教師の受難
  - 男性教師（霧島直樹） - 龍輝
  - 女子生徒 - 杉本愛里
  - 父親 - 鈴木隆仁
  - 校長 - 白石タダシ
- 第7.5話 私の声は届かない
  - 吉岡英美里 - 竹内愛紗
  - 中年男性 - 金剛地武志
- 第8.5話 白井香澄-約束の夜- 
  - 白井香澄 - 佐久間由衣
  - 吉岡圭吾 - 遠藤健慎
- 第9.5話 藍沢日向-記憶- 
  - 藍沢日向 - 吉澤梨里花、栗本有規

### スタッフ
- 脚本 - 古家和尚
- 音楽 - 眞鍋昭大
- 特別協力 - GYAO!
- プロデューサー - 河西秀幸、佐藤貴亮、山崎淳子
- 演出 - 三木茂
- 制作協力 - 共同テレビ
- 制作著作 - カンテレ

## 受賞
- 第10回 コンフィデンスアワード・ドラマ賞（2017年）[10]
  - 助演女優賞（手塚理美）[11]
  - 新人賞（佐久間由衣）[12]

## 関連商品
- 「明日の約束」完全版：DVD-BOX　6枚組(本編5枚+特典DISC1枚)、品番：TCED-3833、発売日：2018年3月9日[13]